# آلبرت لیک
آلبرت لیک (انگلیسی: Albert Leake; ۱۷ آوریل ۱۹۳۰ – ۲۴ ژوئیهٔ ۱۹۹۹) بازیکن فوتبال اهل بریتانیا بود.
از باشگاه‌هایی که در آن بازی کرده‌است می‌توان به باشگاه فوتبال استوک سیتی، باشگاه فوتبال مکلسفیلد تاون، و باشگاه فوتبال پورت ویل اشاره کرد.